# Harold Trevor Clifford
Harold Trevor Clifford (Melbourne, 18 de abril de 1927 — Brisbane, 4 de maio de 2019) foi um botânico, briólogo, paleontólogo, taxónomo e explorador que se distinguiu no estudo taxonómico da flora australiana.

## Biografia
Obteve o seu Ph.D. na Universidade de Durham, Inglaterra, e o seu D.Sc. na Universidade de Melbourne. Desenvolveu uma carreira académica brilhante como professor de Botânica na Universidade de Queensland, tendo publicado vários artigos e livros sobre matérias da sua especialidade.

## Publicações
Entre muitas outras, é autor das seguintes publicações:
- Clifford, HT; Peter D. Bostock. 2006. "The Etymological Dictionary of Grasses". 319 pp. ISBN 3-540-38432-4)
- Clifford, HT; W Stephenson. An introduction to numerical classification. Ed. N.York : Academic Press. 229 pp.
- Clifford, HT; L Watson. 1977. Identifying Grasses, Data, Methods and Illustrations. Ed. Univ of Queensland Pr. 146 pp. ISBN 0-7022-1312-8